# Roy Phillipps
Roy Cecil Phillipps est un as de l'aviation australien de la première Guerre mondiale, né le 1er mars 1892 et mort le 21 mai 1941. Il totalise 15 victoires au combat aérien, dont quatre en une seule sortie, le 12 juin 1918. En 1940, il s'enrôle dans la Force aérienne royale australienne (RAAF) et décède dans un accident d'avion l'année suivante.
Né en Nouvelle-Galles du Sud et élevé en Australie-Occidentale, Phillipps rejoint la Première force impériale australienne en tant que fantassin, en avril 1915. Il participe aux combats durant la bataille des Dardanelles et sur le front de l'Ouest. Blessé à deux reprises en 1916, il est muté dans l'Australian Flying Corps (AFC) et commence sa formation en pilotage en mai 1917. En tant que membre du 2e Escadron de la RAAF , il pilote un chasseur Royal Aircraft Factory S.E.5 et reçoit deux Croix militaires ainsi que la Distinguished Flying Cross pour ses efforts de guerre. Il termine la guerre en commandant le 6e Escadron de la RAAF en Angleterre. À son retour en Australie en 1919, il quitte l'AFC et acquiert une ferme. Il s'enrôle dans la RAAF peu après le début de la Seconde Guerre mondiale. Avant sa mort, il est nommé squadron leader et commande la No. 2 Elementary Flying Training School à Archerfield (Queensland).